# Łukasz Niedziałek
Łukasz Niedziałek (* 15. März 2000) ist ein polnischer Geher.

## Sportliche Laufbahn
Łukasz Niedziałek bestritt im Jahr 2015 seine ersten Wettkämpfe im Gehen gegen die nationale Konkurrenz. 2016 wurde er sowohl in der Halle als auch in der Freiluft Polnischer U18-Meister. Im Sommer trat er zudem bei den U18-Europameisterschaften in Georgien an und konnte über 10.000 Meter in 44:06,49 min die Goldmedaille gewinnen. 2017 wurde er erneut Polnischer U18-Hallenmeister. Im Mai belegte er den dritten Platz im U20-Wettkampf des Europäischen Geher-Cups in Tschechien. Später im Sommer trat er zunächst bei den U18-Weltmeisterschaften in Kenia an und belegte mit neuer Bestzeit von 42:40,02 min den sechsten Platz über 10.000 Meter. Eine Woche später trat er bereits bei den U20-Europameisterschaften in Italien an. Dort wurde er allerdings im Laufe des Wettkampfes disqualifiziert. 2018 wurde Niedziałek in Halle und in der Freiluft Polnischer U20-Meisterschaften. Bei den Polnischen Meisterschaften der Erwachsenen belegte er im Juli den vierten Platz. Ebenfalls im Juli trat er bei den U20-Weltmeisterschaften in Tampere an. Dort beendete er den Wettkampf über 10.000 Meter auf dem 14. Platz. Auch 2019 konnte er jeweils erneut zweifacher Polnischer U20-Meister werden. Im Juli trat er, nach 2017, zum zweiten Mal bei den U20-Europameisterschaften an. In Schweden absolvierte er die 10.000 Meter in 42:20,66 min, womit er die Bronzemedaille gewinnen konnte.
2020 absolvierte Niedziałek seine ersten Wettkämpfe über die 20-km-Distanz der Erwachsenen und konnte bei den Polnischen Meisterschaften in der Halle und in der Freiluft die Bronzemedaille gewinnen. Im April 2021 stellte er in Ungarn mit 1:21:23 h eine neue Bestleistung über 20 km auf und qualifizierte sich damit für die Olympischen Sommerspiele in Tokio. Bevor er bei den Spielen an den Start ging, gewann er bereits im Frühjahr in der Halle und später im Sommer seine ersten Polnischen Meistertitel im Erwachsenenbereich. Anfang August ging er bei den Spielen an den Start, musste allerdings im Laufe des Wettkampfes aufgeben.

## Wichtige Wettbewerbe
| Jahr              | Veranstaltung             | Ort               | Platz             | Disziplin          | Zeit              |
| Startet für Polen | Startet für Polen         | Startet für Polen | Startet für Polen | Startet für Polen  | Startet für Polen |
| ----------------- | ------------------------- | ----------------- | ----------------- | ------------------ | ----------------- |
| 2016              | U18-Europameisterschaften | Tiflis            | 1.                | 10.000 m Bahngehen | 44:06,49 min      |
| 2017              | U18-Weltmeisterschaften   | Nairobi           | 6.                | 10.000 m Bahngehen | 42:40,02 min      |
| 2017              | U20-Europameisterschaften | Grosseto          |                   | 10.000 m Bahngehen | DSQ               |
| 2018              | U20-Weltmeisterschaften   | Tampere           | 14.               | 10.000 m Bahngehen | 42:36,66 min      |
| 2019              | U20-Europameisterschaften | Borås             | 3.                | 10.000 m Bahngehen | 42:20,66 min      |
| 2021              | Olympische Sommerspiele   | Tokio             |                   | 20 km Gehen        | DNF               |

## Persönliche Bestleistungen
Freiluft
- 5000-m-Bahngehen: 22:59,68 min, 12. Mai 2018, Warschau
- 10.000-m-Bahngehen: 39:32,52 min, 25. Juni 2021, Posen
- 10-km-Gehen: 40:23 min, 13. April 2019, Zaniemyśl
- 20 km Gehen: 1:21:23 h, 18. April 2021, Békéscsaba

Halle
- 5000-m-Bahngehen: 19:54,35 min, 29. Februar 2020, Toruń